# Porto (circonscription électorale)
Pour les articles homonymes, voir Porto (homonymie).
La circonscription électorale de Porto est une circonscription électorale du Portugal, utilisée pour les élections législatives.
Ses frontières correspondent au district du même nom.

## Résultats

### Années 2020

#### 2025
| Parti                                      | Parti                                                   | Voix      | %     | +/-  | Sièges | +/-           |
| ------------------------------------------ | ------------------------------------------------------- | --------- | ----- | ---- | ------ | ------------- |
|                                            | AD – Coalition PSD/CDS (PPD/PSD.CDS-PP)                 | 375 731   | 34,99 | 3,86 | 15     | 1             |
|                                            | Parti socialiste (PS)                                   | 263 792   | 24,57 | 6,46 | 11     | 2             |
|                                            | Chega (CH)                                              | 227 009   | 21,14 | 5,45 | 9      | 2             |
|                                            | Initiative libérale (IL)                                | 67 076    | 6,25  | 0,37 | 2      | en stagnation |
|                                            | LIBRE (L)                                               | 47 232    | 4,40  | 0,97 | 2      | 1             |
|                                            | Coalition démocratique unitaire (PCP-PEV)               | 24 985    | 2,33  | 0,09 | 1      | en stagnation |
|                                            | Bloc de gauche (BE)                                     | 22 219    | 2,07  | 2,69 | 0      | 2             |
|                                            | Personnes–Animaux–Nature (PAN)                          | 16 402    | 1,53  | 0,62 | 0      | en stagnation |
|                                            | Alternative démocratique nationale (ADN)                | 11 283    | 1,05  | 0,75 | 0      | en stagnation |
|                                            | Réagir, inclure, recycler (RIR)                         | 3 945     | 0,37  | 0,47 | 0      | en stagnation |
|                                            | Parti libéral-social (PLS)                              | 2 597     | 0,33  | Nv.  | 0      | en stagnation |
|                                            | Volt Portugal (VP)                                      | 2 479     | 0,23  | 0,08 | 0      | en stagnation |
|                                            | Parti communiste des travailleurs portugais (PCTP/MRPP) | 2 142     | 0,20  | 0,12 | 0      | en stagnation |
|                                            | Nouvelle Droite (ND)                                    | 1 807     | 0,17  | 0,01 | 0      | en stagnation |
|                                            | Ergue-te (E)                                            | 1 630     | 0,15  | 0,08 | 0      | en stagnation |
|                                            | Nous, citoyens ! (NC)                                   | 1 106     | 0,10  | 0,03 | 0      | en stagnation |
|                                            | Ensemble pour le peuple (JPP)                           | 731       | 0,07  | 0,04 | 0      | en stagnation |
|                                            | Parti populaire monarchiste (PPM)                       | 572       | 0,05  | N/A  | 0      | en stagnation |
|                                            |                                                         |           |       |      |        |               |
| Suffrages exprimés                         | Suffrages exprimés                                      | 1 073 738 | 97,83 |      |        |               |
| Votes blancs                               | Votes blancs                                            | 14 390    | 1,31  |      |        |               |
| Votes invalides                            | Votes invalides                                         | 9 381     | 0,85  |      |        |               |
| Total                                      | Total                                                   | 1 097 509 | 100   | –    | 40     | en stagnation |
| Abstentions                                | Abstentions                                             | 493 848   | 31,03 |      |        |               |
| Inscrits/Participation                     | Inscrits/Participation                                  | 1 591 357 | 68,97 |      |        |               |
|                                            |                                                         |           |       |      |        |               |
| Source: Commission nationale des élections |                                                         |           |       |      |        |               |

| - Paulo Santos Castro - Ana Gabriela Lacerda - José Ribeiro - Carlos Almeida - Maria Germana de Sousa - Alberto da Silva - Alberto Guedes | - Andreia Machado - Hugo de Sousa - Francisco Covelinhas - Carla Gomes - Francisco José de Sousa - Rui Alves - Olga Rodrigues |

| - Fernando Ferreira - Sofia Correia - João Veloso da Silva - Tiago Barbosa - Patricia Pinto - Porfirio de Carvalho | - Joana Ferreira - Eduardo Rodrigues - Dalia Lopes - Humberto Pacheco - José Ribeiro |

| - Rui da Silva - Diogo Pacheco - Maria Cristina Pacheco - José Antonio Ribeiro - Marcus Teixeira | - Sonia de Sousa - Patricia Ferreirinha - Raul Palha - Idalina Moreira |

#### 2024
| Parti                                      | Parti                                                   | Voix      | %     | +/-   | Sièges | +/-           |
| ------------------------------------------ | ------------------------------------------------------- | --------- | ----- | ----- | ------ | ------------- |
|                                            | Alliance démocratique (AD) (PSD-PP-PPM)                 | 339 142   | 31,13 | 3,29  | 14     | en stagnation |
|                                            | Parti socialiste (PS)                                   | 338 110   | 31,03 | 12,31 | 13     | 6             |
|                                            | Chega (CH)                                              | 170 936   | 15,69 | 11,24 | 7      | 5             |
|                                            | Initiative libérale (IL)                                | 64 065    | 5,88  | 0,67  | 2      | en stagnation |
|                                            | Bloc de gauche (BE)                                     | 51 917    | 4,76  | 0,12  | 2      | en stagnation |
|                                            | Libre (L)                                               | 37 321    | 3,43  | 2,25  | 1      | 1             |
|                                            | Coalition démocratique unitaire (CDU)                   | 26 356    | 2,42  | 0,92  | 1      | en stagnation |
|                                            | Personnes–Animaux–Nature (PAN)                          | 23 421    | 2,15  | 0,42  | 0      | en stagnation |
|                                            | Alternative démocratique nationale (ADN)                | 19 585    | 1,80  | 1,65  | 0      | en stagnation |
|                                            | Réagir, inclure, recycler (RIR)                         | 9 163     | 0,84  | 0,09  | 0      | en stagnation |
|                                            | Parti communiste des travailleurs portugais (PCTP/MRPP) | 3 446     | 0,32  | Abs.  | 0      | en stagnation |
|                                            | Nouvelle Droite (ND)                                    | 1 786     | 0,16  | Nv.   | 0      | en stagnation |
|                                            | Volt Portugal (VP)                                      | 1 545     | 0,15  | 0,06  | 0      | en stagnation |
|                                            | Ensemble pour le peuple (JPP)                           | 1 152     | 0,11  | 0,07  | 0      | en stagnation |
|                                            | Nous, citoyens ! (NC)                                   | 790       | 0,07  | 0,02  | 0      | en stagnation |
|                                            | Ergue-te (E)                                            | 738       | 0,07  | 0,03  | 0      | en stagnation |
|                                            |                                                         |           |       |       |        |               |
| Suffrages exprimés                         | Suffrages exprimés                                      | 1 089 574 | 97,72 |       |        |               |
| Votes blancs                               | Votes blancs                                            | 14 407    | 1,29  |       |        |               |
| Votes nuls                                 | Votes nuls                                              | 10 964    | 0,98  |       |        |               |
| Total                                      | Total                                                   | 1 114 945 | 100   | -     | 40     | en stagnation |
| Abstention                                 | Abstention                                              | 476 815   | 29,96 |       |        |               |
| Inscrits/Participation                     | Inscrits/Participation                                  | 1 591 760 | 70,04 |       |        |               |
|                                            |                                                         |           |       |       |        |               |
| Source: Commission nationale des élections |                                                         |           |       |       |        |               |

| - Oscar Afonso - Ana Gabriela Cabilhas - Hugo Carneiro - Alberto Fonseca - Olga Freire - Niguel Guimarães - Francisco Covelinhas | - Alberto Machado - Andreia Neto - Germana Rocha - Pedro Roque - Pedro neves de Sousa - Francisco Sousa Vieira |

| - Sofia Andrade - Francisco Assis - José Carlos Barbosa - Carlos Bras - João Paulo Correia - Patricia Faro - Rosario Gambôa | - Joana Lima - Isabel Oneto - Eduardo Pinheiro - Manuel Pizarro - Tiago Barbosa Ribeiro - João Torres |

| - Rui Afonso - Diogo Pacheco de Amorim - José Carvalho - Raul Melo | - Sonia Monteiro - Cristina Rodrigues - Marcus Santos |

#### 2022
| Parti                                      | Parti                                    | Voix      | %     | +/-  | Sièges | +/-           |
| ------------------------------------------ | ---------------------------------------- | --------- | ----- | ---- | ------ | ------------- |
|                                            | Parti socialiste (PS)                    | 418 958   | 43,34 | 5,19 | 19     | 2             |
|                                            | Parti social-démocrate (PPD/PSD)         | 318 390   | 32,94 | 0,52 | 14     | 1             |
|                                            | Initiative libérale (IL)                 | 50 389    | 5,21  | 3,63 | 2      | 2             |
|                                            | Bloc de gauche (BE)                      | 47 134    | 4,88  | 5,65 | 2      | 2             |
|                                            | Chega (CH)                               | 43 004    | 4,45  | 3,82 | 2      | 2             |
|                                            | Coalition démocratique unitaire (CDU)    | 32 278    | 3,34  | 1,66 | 1      | 1             |
|                                            | Personnes–Animaux–Nature (PAN)           | 16 722    | 1,73  | 1,87 | 0      | 1             |
|                                            | CDS – Parti populaire (CDS-PP)           | 14 353    | 1,48  | 1,99 | 0      | 1             |
|                                            | Libre (L)                                | 11 438    | 1,18  | 0,19 | 0      | en stagnation |
|                                            | Réagir, inclure, recycler (RIR)          | 7 212     | 0,75  | 0,43 | 0      | en stagnation |
|                                            | Alternative démocratique nationale (ADN) | 7 212     | 0,75  | 0,59 | 0      | en stagnation |
|                                            | Ergue-te (E)                             | 1 008     | 0,10  | 0,12 | 0      | en stagnation |
|                                            | Nous, citoyens ! (NC)                    | 909       | 0,09  | 0,09 | 0      | en stagnation |
|                                            | Volt Portugal (VP)                       | 893       | 0,09  | Nv.  | 0      | en stagnation |
|                                            | Mouvement Alternative socialiste (MAS)   | 708       | 0,07  | 0,01 | 0      | en stagnation |
|                                            | Parti de la Terre (MPT)                  | 705       | 0,07  | 0,12 | 0      | en stagnation |
|                                            | Parti travailliste portugais (PTP)       | 423       | 0,05  | 0,11 | 0      | en stagnation |
|                                            | Alliance (A)                             | 378       | 0,04  | 0,44 | 0      | en stagnation |
|                                            | Ensemble pour le peuple (JPP)            | 367       | 0,04  | 0,08 | 0      | en stagnation |
|                                            |                                          |           |       |      |        |               |
| Suffrages exprimés                         | Suffrages exprimés                       | 966 700   | 98,16 |      |        |               |
| Votes blancs                               | Votes blancs                             | 10 015    | 1,02  |      |        |               |
| Votes nuls                                 | Votes nuls                               | 8 122     | 0,82  |      |        |               |
| Total                                      | Total                                    | 984 837   | 100   | -    | 40     | en stagnation |
| Abstention                                 | Abstention                               | 604 216   | 38,02 |      |        |               |
| Inscrits/Participation                     | Inscrits/Participation                   | 1 589 053 | 61,98 |      |        |               |
|                                            |                                          |           |       |      |        |               |
| Source: Commission nationale des élections |                                          |           |       |      |        |               |

| - Sofia Andrade - José Carlos Barbosa - Ana Bernardo - Carlos Bras - Hugo Carvalho - João Paulo Correia - Patricia Faro - João Pedro Matos Fernandes - Rosario Gambôa - Rui Lage | - Joana Lima - Isabel Oneto - Eduardo Pinheiro - Alexandre Quintanilha - Tiago Barbosa Ribeiro - Miguel dos Santos Rodrigues - Cristina Mendes da Silva - Carla Sousa - João Torres |

| - Hugo Carneiro - Catarina Rocha Ferreira - Pedro Melo Lopes - Sofia Matos - Joaquim Pinto Moreira - Andreia Neto - Afonso Oliveira | - Paulo Rios de Oliveira - Marcia Passos - Firmino Pereira - Paulo Pamalho - Rui Rio - Germana Rocha - Miguel Santos |

### Années 2010

#### 2019
| Parti                                      | Parti                                              | Voix      | %     | +/-  | Sièges | +/-           |
| ------------------------------------------ | -------------------------------------------------- | --------- | ----- | ---- | ------ | ------------- |
|                                            | Parti socialiste (PS)                              | 342 727   | 38,15 | 4,26 | 17     | 3             |
|                                            | Parti social-démocrate (PPD/PSD)                   | 291 312   | 32,42 | N/A  | 15     | 1             |
|                                            | Bloc de gauche (BE)                                | 94 646    | 10,53 | 1,00 | 4      | 1             |
|                                            | Coalition démocratique unitaire (CDU)              | 44 944    | 5,00  | 2,08 | 2      | 1             |
|                                            | Personnes–Animaux–Nature (PAN)                     | 32 331    | 3,60  | 1,95 | 1      | 1             |
|                                            | CDS – Parti populaire (CDS-PP)                     | 31 145    | 3,47  | N/A  | 1      | 2             |
|                                            | Initiative libérale (IL)                           | 14 238    | 1,58  | Nv.  | 0      | en stagnation |
|                                            | Réagir, inclure, recycler (RIR)                    | 10 573    | 1,18  | Nv.  | 0      | en stagnation |
|                                            | Libre (L)                                          | 8 929     | 0,99  | 0,45 | 0      | en stagnation |
|                                            | Chega (CH)                                         | 5 704     | 0,63  | Nv.  | 0      | en stagnation |
|                                            | Parti communiste des travailleurs portugais (PCTP) | 5 054     | 0,56  | 0,55 | 0      | en stagnation |
|                                            | Alliance (A)                                       | 4 351     | 0,48  | Nv.  | 0      | en stagnation |
|                                            | Parti national rénovateur (PNR)                    | 1 936     | 0,22  | 0,29 | 0      | en stagnation |
|                                            | Parti uni des retraités (PURP)                     | 1 897     | 0,21  | 0,04 | 0      | en stagnation |
|                                            | Parti de la Terre (MPT)                            | 1 735     | 0,19  | 0,18 | 0      | en stagnation |
|                                            | Nous, citoyens ! (NC)                              | 1 634     | 0,18  | 0,11 | 0      | en stagnation |
|                                            | Parti démocratique républicain (PDR)               | 1 440     | 0,16  | 0,99 | 0      | en stagnation |
|                                            | Parti travailliste portugais (PTP)                 | 1 400     | 0,16  | N/A  | 0      | en stagnation |
|                                            | Ensemble pour le peuple (JPP)                      | 1 077     | 0,12  | 0,01 | 0      | en stagnation |
|                                            | Parti populaire monarchiste (PPM)                  | 864       | 0,11  | 0,15 | 0      | en stagnation |
|                                            | Mouvement Alternative socialiste (MAS)             | 517       | 0,06  | N/A  | 0      | en stagnation |
|                                            |                                                    |           |       |      |        |               |
| Suffrages exprimés                         | Suffrages exprimés                                 | 898 454   | 96,12 |      |        |               |
| Votes blancs                               | Votes blancs                                       | 21 225    | 2,27  |      |        |               |
| Votes nuls                                 | Votes nuls                                         | 15 083    | 1,61  |      |        |               |
| Total                                      | Total                                              | 934 762   | 100   | -    | 40     | 1             |
| Abstention                                 | Abstention                                         | 659 126   | 41,35 |      |        |               |
| Inscrits/Participation                     | Inscrits/Participation                             | 1 593 888 | 58,65 |      |        |               |
|                                            |                                                    |           |       |      |        |               |
| Source: Commission nationale des élections |                                                    |           |       |      |        |               |

| - José Luís Carneiro - Hugo Carvalho - João Paulo Correia - João Pedro Matos Fernandes - Rosario Gamboa - Joana Lima - José Magalhães - Isabel Oneto - Alexandre Quintanilha | - Tiago Barbosa Ribeiro - Christina Mendes da Silva - Carls Sousa - Constança Urbano de Sousa - Pedro Sousa - João Torres - Pedro Bacelar de Vasconcelos - Ana Paula Vitorino |

| - Alvaro Almeida - Carla Barros - Hugo Carneiro - Hugo martins de Carvalho - Antonio Cunha - Catatina Rocha Ferreira - Alberto Fonseca - Alberto Machado | - Sofia Matos - José Cancela Moura - Afonso Oliveira - Paulo Rios de Oliveira - Marcia Passos - Rui Rio - Germana Rocha |

#### 2015
| Parti                                      | Parti                                              | Voix      | %     | +/-   | Sièges | +/-           |
| ------------------------------------------ | -------------------------------------------------- | --------- | ----- | ----- | ------ | ------------- |
|                                            | Portugal en avant (PàF) (PPD/PSD-CDS-PP)           | 380 069   | 41,00 | 10,06 | 17     | 4             |
|                                            | Parti socialiste (PS)                              | 314 121   | 33,89 | 0,63  | 14     | en stagnation |
|                                            | Bloc de gauche (BE)                                | 106 887   | 11,53 | 6,20  | 5      | 3             |
|                                            | Coalition démocratique unitaire (CDU)              | 65 597    | 7,08  | 0,62  | 3      | 1             |
|                                            | Personnes–Animaux–Nature (PAN)                     | 15 307    | 1,65  | 0,70  | 0      | en stagnation |
|                                            | Parti démocrate républicain (PDR)                  | 10 679    | 1,15  | Nv.   | 0      | en stagnation |
|                                            | Parti communiste des travailleurs portugais (PCTP) | 10 287    | 1,11  | 0,10  | 0      | en stagnation |
|                                            | Libre (L)                                          | 5 012     | 0,54  | Nv.   | 0      | en stagnation |
|                                            | Parti national rénovateur (PNR)                    | 4 752     | 0,51  | 0,35  | 0      | en stagnation |
|                                            | Parti de la Terre (MPT)                            | 3 443     | 0,37  | 0,12  | 0      | en stagnation |
|                                            | AGIR (PTP-MAS)                                     | 2 787     | 0,30  | 0,05  | 0      | en stagnation |
|                                            | Nous, citoyens ! (NC)                              | 2 713     | 0,29  | Nv.   | 0      | en stagnation |
|                                            | Parti populaire monarchiste (PPM)                  | 2 392     | 0,26  | 0,10  | 0      | en stagnation |
|                                            | Parti uni des retraités (PURP)                     | 1 614     | 0,17  | Nv.   | 0      | en stagnation |
|                                            | Ensemble pour le peuple (JPP)                      | 1 231     | 0,13  | Nv.   | 0      | en stagnation |
|                                            |                                                    |           |       |       |        |               |
| Suffrages exprimés                         | Suffrages exprimés                                 | 926 891   | 96,58 |       |        |               |
| Votes blancs                               | Votes blancs                                       | 18 926    | 1,97  |       |        |               |
| Votes nuls                                 | Votes nuls                                         | 13 955    | 1,45  |       |        |               |
| Total                                      | Total                                              | 959 772   | 100   | -     | 39     | en stagnation |
| Abstention                                 | Abstention                                         | 631 635   | 39,69 |       |        |               |
| Inscrits/Participation                     | Inscrits/Participation                             | 1 591 407 | 60,31 |       |        |               |
|                                            |                                                    |           |       |       |        |               |
| Source: Commission nationale des élections |                                                    |           |       |       |        |               |

| - José Pedro Aguiar-Branco - Carla Barros - Marco Antonio Costa - Fernando Virgilio Macedo - Miguel Morgado - Andreia Noto - Carlos Costa Neves | - Paulo Rios de Oliveira - Firmino Jorge Anjos Pereira - Cristóvão Simão Ribeiro - Germana Rocha - Emilia Santos - Miguel Santos - Luis Vales |

| - Ricardo Mexiga - Gabriela Canavilhas - José Luís Carneiro - João Paulo Correia - Alberto Martins - Isabel Oneto - Alexandre Quintanilha | - Tiago Barbosa Ribeiro - Luisa Salgueiro - Renato Sampaio - Isabel Santos - João Torres - Pedro Barcelar de Vasconcelos - Ana Paula Vitorino |

#### 2011
| Parti                                      | Parti                                              | Voix      | %     | +/-           | Sièges | +/-           |
| ------------------------------------------ | -------------------------------------------------- | --------- | ----- | ------------- | ------ | ------------- |
|                                            | Parti social-démocrate (PPD/PSD)                   | 389 007   | 40,67 | 10,76         | 17     | 5             |
|                                            | Parti socialiste (PS)                              | 318 113   | 33,26 | 9,68          | 14     | 4             |
|                                            | CDS – Parti populaire (CDS-PP)                     | 99 395    | 10,39 | 0,85          | 4      | en stagnation |
|                                            | Coalition démocratique unitaire (CDU)              | 61 832    | 6,46  | 0,61          | 2      | en stagnation |
|                                            | Bloc de gauche (BE)                                | 51 002    | 5,33  | 4,12          | 2      | 1             |
|                                            | Parti communiste des travailleurs portugais (PCTP) | 9 640     | 1,01  | 0,30          | 0      | en stagnation |
|                                            | Personnes–Animaux–Nature (PAN)                     | 9 072     | 0,95  | Nv.           | 0      | en stagnation |
|                                            | Parti travailliste portugais (PTP)                 | 3 386     | 0,35  | Nv.           | 0      | en stagnation |
|                                            | Mouvement Espoir pour le Portugal (MEP)            | 2 960     | 0,31  | 0,05          | 0      | en stagnation |
|                                            | Parti de la Terre (MPT)                            | 2 413     | 0,25  | N/A           | 0      | en stagnation |
|                                            | Parti démocrate de l'Atlantique (PDA)              | 2 217     | 0,23  | Abs.          | 0      | en stagnation |
|                                            | Parti national rénovateur (PNR)                    | 1 551     | 0,16  | 0,02          | 0      | en stagnation |
|                                            | Parti de la Nouvelle Démocratie (PND)              | 1 550     | 0,16  | 0,02          | 0      | en stagnation |
|                                            | Parti populaire monarchiste (PPM)                  | 1 525     | 0,16  | en stagnation | 0      | en stagnation |
|                                            | Parti humaniste (PH)                               | 1 194     | 0,12  | N/A           | 0      | en stagnation |
|                                            | Portugal Pro-vie (PPV)                             | 1 098     | 0,11  | 0,11          | 0      | en stagnation |
|                                            | Parti ouvrier d'unité socialiste (POUS)            | 515       | 0,05  | 0,09          | 0      | en stagnation |
|                                            |                                                    |           |       |               |        |               |
| Suffrages exprimés                         | Suffrages exprimés                                 | 956 470   | 96,27 |               |        |               |
| Votes blancs                               | Votes blancs                                       | 24 736    | 2,49  |               |        |               |
| Votes nuls                                 | Votes nuls                                         | 12 296    | 1,24  |               |        |               |
| Total                                      | Total                                              | 993 502   | 100   | -             | 39     | en stagnation |
| Abstention                                 | Abstention                                         | 577 083   | 36,74 |               |        |               |
| Inscrits/Participation                     | Inscrits/Participation                             | 1 570 585 | 63,26 |               |        |               |
|                                            |                                                    |           |       |               |        |               |
| Source: Commission nationale des élections |                                                    |           |       |               |        |               |

| - José Pedro Aguiar-Branco - Margarida Almeida - Maria José Castelo Branco - Teresa Leal Coelho - Luis Campos Ferreira - Miguel Frasquilho - Fernando Virgilio Macedo - Mario Magalhães - Luis Menezes | - Adriano Rafael Moreira - Andreia Neto - Paulo Rios de Oliveira - Cristóvão Simão Ribeiro - Conceição Bessa Ruão - Emilia Santos - Miguel Santos - Luis Vales |

| - Francisco Assis - Julio Miranda Calha - Nuno André Figueiredo - Fernando Jesus - José Lello - Alberto Martins | - Isabel Oneto - Manuel Pizarro - Luisa Salgueiro - Renato Sampaio - Isabel Santos - Manuel Seabra - Augusto Santos Silva - Ana Paula Vitorino |